# Ernst Lidman
Ernst Rudolf Lidman, född 23 september 1847 i Kalmar, död 25 augusti 1925, var en svensk målare.
Han var son till färgaren A.E. Lidman och Sidonia Christina Molander. Lidman studerade konst vid Konstakademien i Stockholm 1869–1873 samt vistades en kortare tid i Düsseldorf och Italien där han anslöt sig till de Svenska konstnärskolonierna. Han var en skicklig målare i den tidens rådande Düsseldorfstil. Han var i mångt och mycket ett original och ville inte gärna visa sin konst offentligt så han medverkade endast i två utställningar arrangerade av Konstföreningen för södra Sverige som kunde visa upp några dukar av honom 1880 och 1894. Han var specialiserad på genrebilder, porträtt och landskapsskildringar. Lidman är representerad vid Kalmar museum och Kalmar konstmuseum. Han är begravd på Norra begravningsplatsen utanför Stockholm.